# Aplika

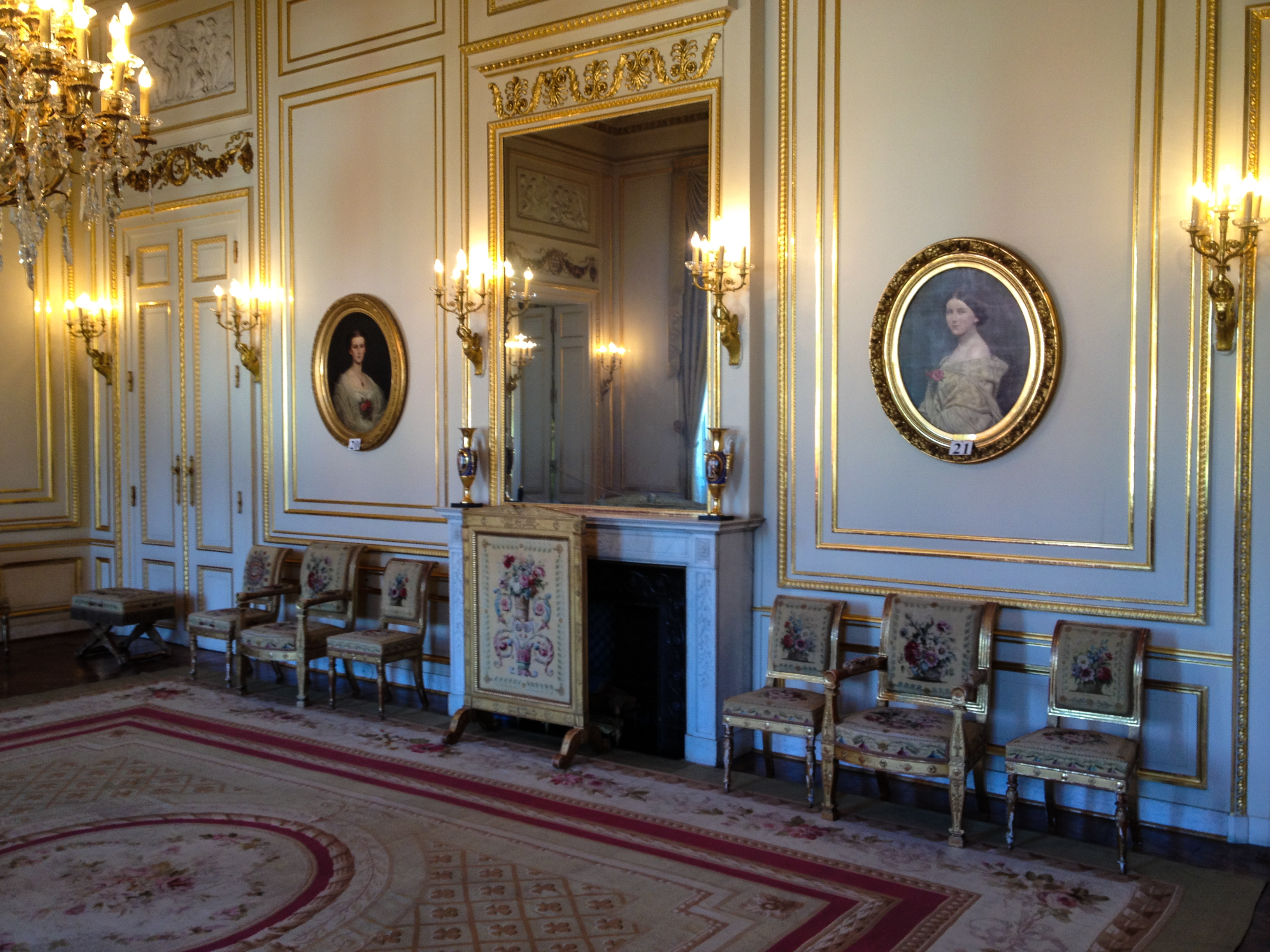
Apliki-kinkiety w sali pałacowej

Aplika (z franc. applique – nakładanie, od łac. applico – przytwierdzam) – element dekoracyjny nakładany na odmienną powierzchnię; określenie mające kilka specyficznych znaczeń. 
Apliką jest każdy element dekoracyjny z odmiennego materiału przymocowany do zdobionego obiektu.  Stosowany w złotnictwie, stolarstwie (np. zdobienie mebli aplikami z brązu, szylkretu itp.), ślusarstwie i hafciarstwie (koronkarstwie). 

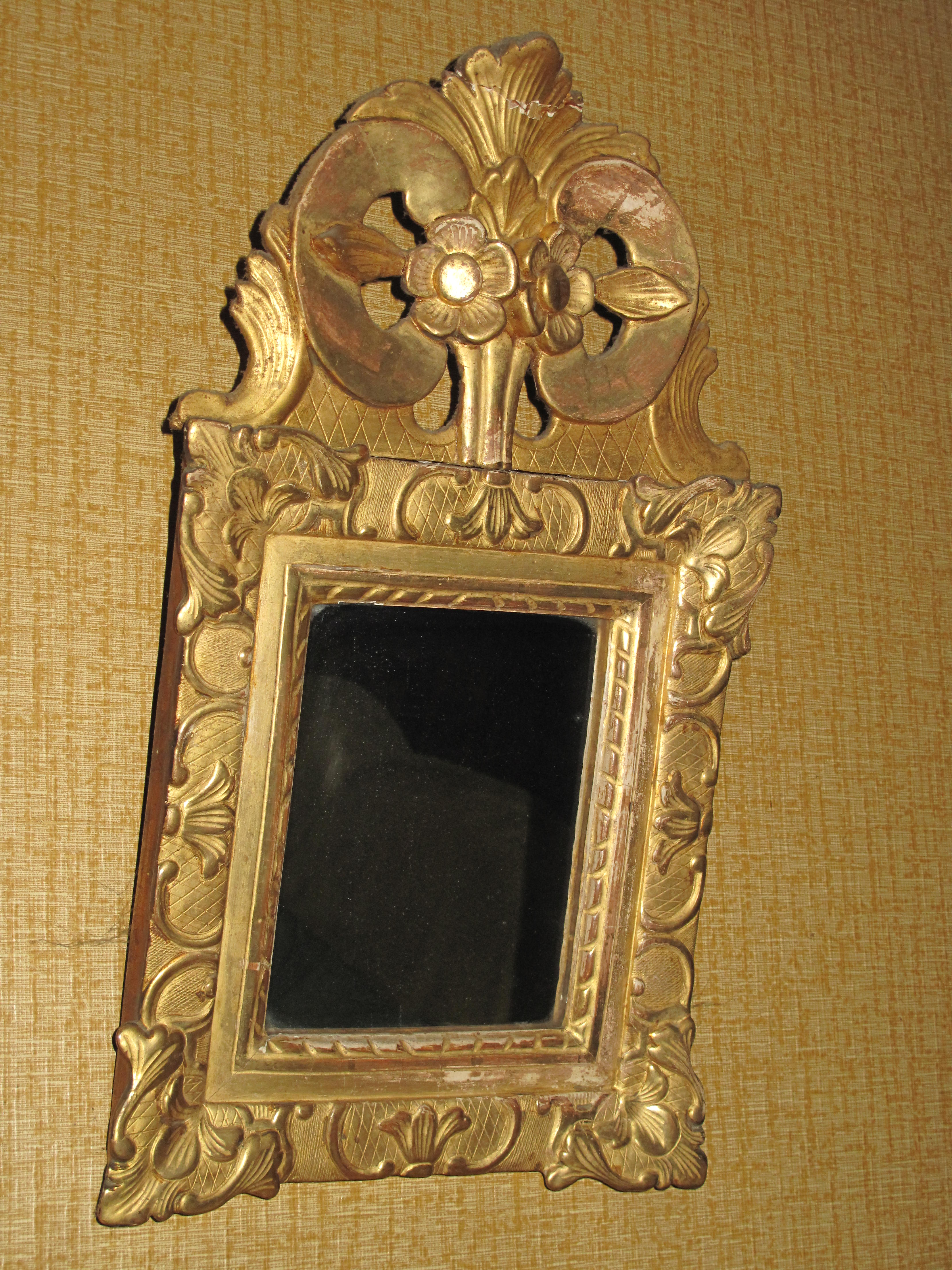
Aplika-zwierciadło

W architekturze wnętrz nazwą tą określano rodzaj kinkietu – świecznik przyścienny z XVIII wieku i z okresu empiru, częstokroć dodatkowo wyposażony  w odbijającą światło tarczę metalową albo lustrzaną. Nazywano tak również niewielkie zwierciadło przyścienne oprawione w drewniane (złocone lub malowane) ramki, modne w okresie rokoko; niekiedy łączono je z kinkietem dla zwiększenia jasności oświetlenia.
W koronkarstwie i dekoracji tkanin znana również jako aplikacja – naszyty na powierzchnię tkaniny ozdobny wzór z odmiennej tkaniny bądź innego materiału (np. skóry) albo technika haftu polegająca na naszywaniu takich wzorów. 